# شاییف‌لی
شاییف‌لی (ترکی آذربایجانی: Şayıflı) یک منطقهٔ مسکونی در جمهوری آرتساخ است که در استان کاشاتاق واقع شده‌است.